# Distretto di Şabran
Il distretto di Şabran (in azero: Şabran rayon) è un distretto dell'Azerbaigian. Il capoluogo del distretto è Şabran.